# Ритуксимаб
Ритуксимаб — противоопухолевое средство из группы моноклональных антител.
Представляет собой синтетические (генно-инженерные) химерные моноклональные антитела мыши/человека, обладающие специфичностью к CD20 антигену, обнаруживаемому на поверхности нормальных и малигнизированных В-лимфоцитов. По структуре ритуксимаб относится к иммуноглобулинам класса G1 (IgG1 каппа), его молекула содержит мышиные вариабельные фрагменты легких и тяжелых цепей и человеческий постоянный сегмент. Ритуксимаб состоит из 2 тяжелых цепей из 451 аминокислот и 2 легких цепей из 213 аминокислот и имеет молекулярную массу примерно 145 кД. Аффинность ритуксимаба к CD20 антигену примерно 8 нМ. Химерные анти-CD20 антитела продуцируются находящимися в питательной среде клетками млекопитающих (культура клеток китайского хомячка), в которые был внедрен полученный путём генной инженерии химерный ген.
Биоаналоги: 2018 г. - rituximab-abbs (Truxima), 2019 - rituximab-pvvr (Ruxience), 2020- rituximab-arrx (Riabni).

## Применение у пациентов пожилого возраста
При проведении клинических испытаний 24 % больных были в возрасте от 65 до 75 лет, 5 % — от 75 лет и старше. Значимых различий в продолжительности времени ответа на терапию и частоте и выраженности побочных эффектов у пожилых людей по сравнению с этими же параметрами в возрастной группе пациентов до 65 лет не обнаружено.

## Показания
- B-клеточные неходжкинские лимфомы (рецидивирующие или химиоустойчивые, низкой степени злокачественности или фолликулярные) у взрослых[1].
- Хронический лимфолейкоз
- Ревматоидный артрит
- гранулёматоз Вегенера и микроскопический полиангиит у пациентов с 2 лет
- Пемфигус

## Противопоказания
Гиперчувствительность к ритуксимабу или к белкам мыши.

## Ограничения к применению
Высокая опухолевая нагрузка (размеры очагов более 10 см), опухолевая инфильтрация легких, легочная недостаточность в анамнезе, сердечно-сосудистые заболевания (стенокардия, аритмия), нейтропения (менее 1500 клеток/мкл), тромбоцитопения (менее 75000 клеток/мкл), детский возраст (безопасность и эффективность применения у детей не установлены).

## Актуализация информации
Прогрессирующая мультифокальная лейкоэнцефалопатия

## Взаимодействие
При введении других моноклональных антител с диагностической целью больным, имеющим антитела против белков мыши или антихимерные антитела, у них могут развиться аллергические реакции или реакции гиперчувствительности.
При назначении с циклофосфамидом, доксорубицином, винкристином, преднизолоном — повышения частоты возникновения токсических эффектов не отмечалось. ЛС, угнетающие костномозговое кроветворение, увеличивают риск миелосупрессии.
Промежуточный анализ исследования по оценке эффективности ритуксимаба во взаимодействии с ибрутинибом у пациентов с макроглобулинемией Вальденстрема показал, что препараты в комбинации на 80% снижают риск дальнейшего прогрессирования болезни и летального исхода. Также высокая действенность терапии была отмечена у пациентов, как не получавших лечение ранее, так и у пациентов с рецидивом или мутациями заболевания.
При комбинированной терапии ритускимаба с венетоклаксом, при лечении пациентов с хроническим лимфоцитарным лейкозом, которые до этого получили курс лечения один раз. Данные клинического исследования в фазе III продемонстрировали значимое улучшение выживаемости без прогрессирования болезни у пациентов с рецидивирующим/рефрактерным хроническим лимфоцитарным лейкозом. По сравнению с комбинированной терапией бендамустином и ритуксимабом (стандартная схема иммунохимиотерапии), риск прогрессирования заболевания/смерти снижался на 81%.

## Передозировка
Случаев передозировки в клинических исследованиях у человека не наблюдалось. Однако разовые дозы свыше 500 мг/м2 не изучались.

## Способ применения и дозы
Внутривенно. Концентрат предварительно разводят в инфузионном флаконе (пакете) стерильным, апирогенным 0,9 % водным раствором натрия хлорида или 5 % водным раствором глюкозы до концентрации 1-4 мг/мл; вводят капельно в дозе 375 мг/м2 поверхности тела 1 раз в неделю на протяжении 4 нед; начальная скорость инфузии при первом введении 50 мг/ч с постепенным увеличением на 50 мг/ч каждые 30 мин (максимальная скорость 400 мг/ч); при последующих процедурах можно начинать со скорости 100 мг/ч и увеличивать её на 100 мг/ч каждые 30 мин до максимальной (400 мг/ч).
Был одобрен для подкожного введения (комбинированный препарат с гиалуронидазой)

## Меры предосторожности вещества Ритуксимаб
Инфузии возможны только в условиях стационара под тщательным наблюдением онколога или гематолога, имеющего опыт подобного лечения, при этом наготове должно быть все необходимое для проведения реанимационных мероприятий в полном объёме. В связи с опасностью развития гипотензии рекомендуется отмена антигипертензивных препаратов за 12 ч до начала и на протяжении всего времени инфузии. Следует строго соблюдать режимы инфузии, недопустимо в/в струйное введение или введение в виде болюса.
Для предотвращения развития «синдрома высвобождения цитокинов» за 30-60 мин до каждой процедуры необходима премедикация: обезболивающее/жаропонижающее (например парацетамол) и антигистаминное (дифенгидрамин и др.) средство, а при повышенном риске аллергических реакций — кортикостероиды. Легкие или умеренно выраженные реакции могут быть устранены уменьшением скорости введения, которую можно вновь увеличить после исчезновения симптоматики. В большинстве случаев у больных с побочными реакциями, не угрожавшими жизни, курс лечения ритуксимабом удалось полностью завершить.
Синдром лизиса опухоли. Отдельные случаи фатальных исходов наблюдались в связи с развитием этого синдрома у больных, получавших ритуксимаб. Риск развития синдрома выше у больных с большим числом циркулирующих злокачественных лимфоцитов (≥25000 клеток/мм2) или при высокой опухолевой нагрузке. Больным группы риска по синдрому лизиса опухоли необходимо проводить профилактические мероприятия (тщательное наблюдение, проведение соответствующего лабораторного мониторинга, в том числе мониторинга функции почек и электролитного баланса, при развитии симптомов быстрого лизиса опухоли — проведение соответствующей медикаментозной терапии, коррекция электролитных нарушений, диализ). В ограниченном числе случаев после полного купирования симптомов терапию ритуксимабом продолжали в сочетании с профилактикой синдрома быстрого лизиса опухоли.
Следует соблюдать осторожность (при первом введении — меньшая скорость инфузии, тщательное наблюдение) у больных с размерами одиночных опухолевых очагов более 10 см в диаметре или с числом циркулирующих злокачественных клеток ≥25000 клеток/мм3 в связи с повышенной частотой тяжелых побочных реакций. Из-за высокого риска «синдрома высвобождения цитокинов» больным с анамнестическими указаниями на легочную недостаточность и с опухолевой инфильтрацией легких назначение возможно в условиях тщательного наблюдения и только при неэффективности других методов лечения. При развитии «синдрома высвобождения цитокинов» инфузию следует немедленно прекратить и начать интенсивную симптоматическую терапию.
С осторожностью назначают больным с нейтропенией (менее 1500 клеток в 1 мкл) и тромбоцитопенией (менее 75000 клеток в 1 мкл); на протяжении курса необходим регулярный контроль клеточного состава периферической крови.
Иммунизация. Безопасность проведения иммунизации любой вакциной, особенно живыми вирусными вакцинами, после лечения ритуксимабом не оценивалась. Способность давать первичную или анамнестическую гуморальную реакцию на любую вакцину также не изучалась.